# Faux-Vésigneul
Faux-Vésigneul település Franciaországban, Marne megyében. Lakosainak száma 239 fő (2022. január 1.). Faux-Vésigneul Cheppes-la-Prairie, Coole, Coupetz, Dommartin-Lettrée, Pringy, Songy, Soudé, Togny-aux-Bœufs és Vitry-la-Ville községekkel határos.

## Népesség
A település népességének változása:
| Lakosok száma | 159  | 238  | 240  | 233  | 243  | 247  | 244  | 241  | 240  | 239  |
|               | 1968 | 1982 | 1990 | 2006 | 2013 | 2015 | 2017 | 2019 | 2020 | 2022 |